# 矢野絢子
矢野 絢子 （やの じゅんこ、1979年12月25日 - ）は、高知県吾川郡伊野町（現：いの町）出身の日本のシンガーソングライター。

## 人物
1997年から大久保和花とともにフォークデュオの「モナカ」を結成し、高知市内のライブハウス「メキシコシティ」にてライブ活動を開始。1999年、活動拠点を同じ高知市内の「ライブハウス歌小屋の2階」に移す。2000年にはストップエイズキャンペーンCMのため『ロボコ』の楽曲を提供。
「モナカ」として自主制作CDを2枚発表した後、2001年からソロ活動を始め、2003年9月28日、「軽井沢ラヴソング・アウォード2003」にてグランプリを受賞。これがきっかけとなり、2004年、同グランプリ受賞曲だった『てろてろ』でメジャーデビュー。2005年3月10日、「第19回日本ゴールドディスク大賞」ニュー・アーティスト・オブ・ザ・イヤー（新人賞）を受賞。
2005年に一旦メジャーレーベルとの契約は終了し、2006年はインディーズ活動。2007年、再びメジャーレーベルと契約したが、そちらも契約終了。現在は高知市内の「劇場歌小屋の2階」を拠点にインディーズ活動をしている。なお、インディーズのアルバムは自主通販サイト「蒼い鳥ショップ」にて取り扱っている（2003年以前は絶版。2006年以降に限る）。
半ば叩き付けるような力を込めた歌唱スタイル。ピアノ1台の弾き語りをメインに、あるいはそれに1種類または数種類のゲストサポートメンバーを交えたシンプルなスタイルを主体としている。ヴァイオリンの嶋崎史香とともにすることが多い。2009年からは同郷のギタリスト・坂本順一らと結成したロックバンド「矢野絢子のハンピレイ」としても並行活動している。

## ディスコグラフィー
特に表記のない限り作詞・作曲・編曲：矢野絢子

### アルバム

#### 月別ミニアルバムシリーズ
矢野絢子ファンクラブ「アカリトリ」会員のみの通信販売。CD-R。

#### 矢野絢子ジウニツキノウタ
メールでの予約限定で先着30名（後に予約枠を増やす旨のアナウンスがなされた）に販売されたアルバムシリーズ。2014年11月10日〜11月16日（当初のアナウンスでは〜2015年1月10日）にかけて予約を募集。2015年1月〜12月にわたり劇場歌小屋の2階で開催された矢野絢子ジウニツキノウタ 年間タイトル「Nextone」ライブ音源CD2枚組が毎月購入者に届けられた。全281曲。

#### モナカ作品
大久保和花と1997年に結成したユニット「モナカ」のアルバム

#### 矢野絢子のハンピレイ作品
矢野絢子が2009年に結成したロックバンド

#### Peter, Paul and 絢子作品
ピアノと歌 矢野絢子、トランペット 黄啓傑（ブルームーンカルテット）、ギター 富永寛之（ブルームーンカルテット）のトリオ

### 詩集
1. かなしみと呼ばれる人生の優しさよ -矢野絢子短歌詩集-（2007年9月）